# Balionebris bacteriota
Balionebris bacteriota är en fjärilsart som beskrevs av Edward Meyrick 1935. Balionebris bacteriota ingår i släktet Balionebris och familjen fransmalar. Inga underarter finns listade i Catalogue of Life.